# Цвілодуб Яків Антонович
Яків Антонович Цвілодуб (14 січня 1912, Ямпіль, Чернігівська губернія — 27 лютого 1940) — радянський військовослужбовець, старший сержант, стрілець-радист 5-го швидкісного бомбардувального полку 7-ї армії.

## Біографія
Народився в селищі Ямпіль Глухівського повіту Чернігівської губернії (нині Сумської області) у великій бідній родині. Був сьомою дитиною в сім'ї. Навчався відмінно.
У листопаді 1935 року був покликаний в армію. Служив у Кіровограді у ВПС. Коли наблизився термін демобілізації, залишився на надстрокову службу в авіації.
В кінці 1939 року з Кіровограда його полк швидкісних бомбардувальників був перекинутий на Карельський перешийок. 27 лютого 1940 року, під час фінської війни, при виконанні бойового завдання літак був збитий, екіпаж загинув.
З листа однополчанина Б. В. Морозова учням Цвелодубовской школи:
«...Відбомбившись, виконавши чергове завдання, льотчики поверталися на свій аеродром, що розмістився на льоду озера Суолаярви (нині Нахімовське), летіли на висоті 1000-1500 м. Несподівано із землі за ним відкрився вогонь, заробили великокаліберні кулемети. У літаку спочатку загорівся правий двигун. Літак пішов вліво, вниз. Екіпаж спробував збити полум'я, але марно. Обійнята полум'ям машина впала біля озера на землю. Фронтові товариші поховали бойових друзів в загальній могилі.»
Екіпаж літака був з 3 чоловік:
льотчик (командир корабля) — капітан Чуфрін Василь Іванович,
штурман — старший лейтенант Єгоров Василь Дмитрович,
стрілок-радист — старшина надстрокової служби Цвілодуб Яків Антонович.

## Пам'ять
На честь кожного з цих льотчиків указом Президії Верховної Ради РРФСР в 1949 році були перейменовані фінські населені пункти в Рощинському районі біля озера Суола-Ярви (Нахімовське): Чуфрино (Войпиала), Єгорово (Харью), Цвілодубово (Каукалемпила).
Селища Чуфрино і Єгорово в 1950-ті роки були визнані «неперспективними» і зникли. Будинки і фундаменти були розібрані і перевезені в довколишні населені пункти. Зараз на карті залишилося тільки урочище Чуфрино.